# Marlborough House

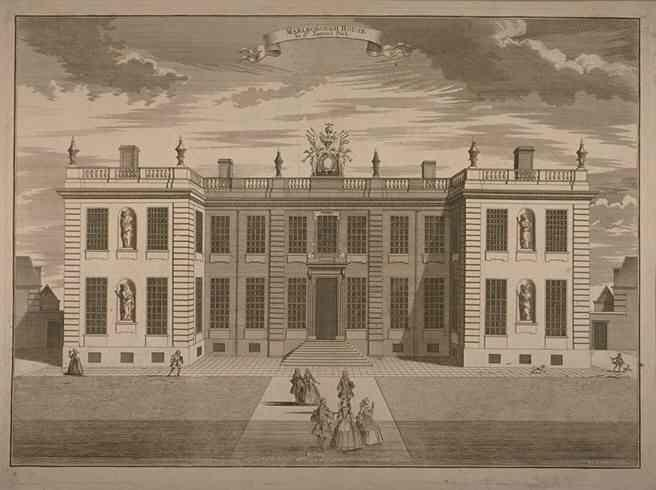
Marlborough House på 1700-talet

Marlborough House är ett stadspalats i London, beläget vid Pall Mall, strax öster om Saint James’s Palace. Det var bostad åt medlemmar av kungafamiljen mellan 1863 och 1953, ofta den brittiska tronföljaren. 1953 blev det lokal för Commonwealth Secretariat.

## Historik
Det byggdes ursprungligen 1711 på uppdrag av Sarah Churchill, hertiginna av Marlborough, av arkitekten Christopher Wren och dennes son Christopher Wren den yngre, och fungerade som Londonresidens för hertigarna av Marlborough i över ett sekel, innan det köptes 1817 av brittiska kronan. 
Det köptes för att bli bostad åt den brittiska tronarvingen prinsessan Charlotte Augusta av Wales och hennes make. Charlotte avled dock samma år, och hennes make bodde där i några år som änkling. Änkedrottningen, Adelaide av Sachsen-Meiningen, bodde sedan där mellan 1837 och sin död 1849. Efter Adelaides död kom man överens om att tronföljaren, prinsen av Wales, skulle bosätta sig där när han blev vuxen. Prinsgemål Albert lät fram till dess Royal College of Art hyra lokaler där, mellan 1853 och 1861. 
1863 byggdes det om och ställdes i ordning för prinsen av Wales, den blivande kung Edvard VII. Under hans tid blev palatset välkänt som ett av de sociala naven i London och man anordnade många överdådiga fester där. Edvard och Alexandra bodde där fram till att de blev kung och drottning 1901, då de flyttade till Buckingham Palace. Under deras regeringstid bodde nästa tronarvinge, den blivande Georg V, i byggnaden fram till att han i sin tur besteg tronen 1910. Under denna tid var det skådeplats för det så kallade Marlborough House set. Alexandra flyttade tillbaka till Marlborough House när hon blev änka 1910 och bodde där till sin död 1925. 
1936 blev det sedan det officiella residenset för drottning Mary, änkedrottning efter kung Georg V. Efter hennes död 1953 har drottning Elizabeth II tillgängliggjort byggnaden för Samväldets sekretariat (Commonwealth Secretariat). Det är inte öppet för besökare mer än en helg under september varje år.